# Занина (Иркутская область)
Занина — деревня в Аларском районе Усть-Ордынского Бурятского округа Иркутской области. Входит в муниципальное образование «Маниловск».

## География
Расположена примерно в 14 километрах к северо-западу от районного центра на высоте 568-571  метр над уровнем моря.
Автомобильное сообщение с деревней было затруднено по причине отсутствия переезда через железную дорогу со стороны посёлка Кутулик.
Состоит из 1 улицы (Центральная)

## Происхождение названия
Название Занина отфамильное (происходит от фамилии основателя населённого пункта Занина). Представители рода Занины и сейчас проживают в деревне .

## История
Основана в 1897 году донскими казаками как заимка .

## Население
| 2002 | 2010 | 2011 | 2012 |
| ---- | ---- | ---- | ---- |
| 160  | ↘158 | ↘157 | ↘151 |